# Scilla schweinfurthii
Scilla schweinfurthii är en sparrisväxtart som beskrevs av Adolf Engler. Scilla schweinfurthii ingår i släktet blåstjärnesläktet, och familjen sparrisväxter. Inga underarter finns listade i Catalogue of Life.